# Старозахаркинське поселення
Старозахаркинське поселення — археологічна пам'ятка зрубної культурно-історичної спільності бронзової доби. Поселення розташоване за 6 км на південь від села Старе Захаркино Шемишейського району Пензенської області на лівому березі струмка Прамлатка. Місцевість Старого Захаркино розташоване е Горішньому Посур'ї у 44 км на південь від Пензи.
Селище відкрито й досліджено археологічною експедицією Пензенського краєзнавчого музею під керівництвом М. Р. Полєсських у 1967 році.
Розкопано залишки річної житлової споруди куріннеподібної конструкції зі слідами вогнищ на долівці. Старозахаркинське поселення належало скотарям, які розводили корів й овець (виявлені кістки худоби). Також виявлені пести та уламки зернотерочних плит.
Датується 1500—1000 роками до Р. Х..

## Підкурганне поховання
В околицях поселення розкопано підкурганне поховання зрубної КІС. У неглибокій ямі, орієнтованій по лінії північний захід — південний схід, виявлено погано збережені залишки кісток людини й посудина банкоподібної форми, що орнаментована великозубчастим штампом.

## Поселення балановської культури
У Старого Захаркино виявлено поселення ранньої стадії балановської культури бронзової доби.